# 国际人权宪章
國際人權憲章或國際人權法典（英語：International Bill of Human Rights）係為聯合國所通過三份國際人權文書之合稱，包括《世界人權宣言》、《公民與政治權利國際公約》及其附帶議定書、《经济、社会及文化权利国际公约》。

## 外部連結
- UN OHCHR Factsheet No. 2 The International Bill of Human Rights（页面存档备份，存于）
- Drafting Committee on an International Bill of Human Rights, 1st session（页面存档备份，存于）
- Drafting Committee on an International Bill of Human Rights, 2nd session（页面存档备份，存于）
- 聯合國公約與宣言 （页面存档备份，存于）